# Elliot Richardson
Elliot Lee Richardson (Boston; 20 de julio de 1920-Ibidem; 31 de diciembre de 1999) fue un abogado y político republicano estadounidense. Como miembro de los gabinetes de Richard Nixon y Gerald Ford entre 1970 y 1977, Richardson es uno de los dos hombres en la historia de los Estados Unidos en ocupar cuatro puestos en el gabinete. En 1969, se unió a la administración de Richard Nixon como subsecretario de Estado de los Estados Unidos. Fue ascendido a un puesto en el gabinete en 1970 como secretario de Salud, Educación y Bienestar, cargo que ocupó hasta enero de 1973, cuando se convirtió en secretario de Defensa, cargo que ocupó brevemente antes de convertirse en fiscal general en mayo.
Como fiscal general de los Estados Unidos, Richardson jugó un papel destacado en el escándalo de Watergate cuando renunció en protesta contra la orden del presidente Nixon de despedir al fiscal especial Archibald Cox. Su renuncia precipitó una crisis de confianza en Nixon que finalmente llevó a la renuncia del presidente.
Después de su notoria renuncia al gabinete de Nixon, regresó al gobierno en la administración de Gerald Ford en marzo de 1975 como embajador de los Estados Unidos en el Reino Unido y secretario de Comercio de 1976 a 1977.

## Biografía
Elliot Lee Richardson nació en Boston, Massachusetts, el 20 de julio de 1920. Su madre era Clara Lee Richardson (de soltera Shattuck). Su padre, Edward Peirson Richardson, era médico y profesor en la Facultad de Medicina de Harvard, y miembro de una importante familia brahmán de Boston en la comunidad médica de la ciudad, incluido su padre, el cirujano Maurice Howe Richardson, y su hermano, el naturalista y autor Wyman Richardson.  Además de su padre, los dos abuelos de Richardson, tres tíos y dos de sus hermanos fueron médicos en el Hospital General de Massachusetts y en el Hospital Médico de Harvard.
Richardson asistió a la Park School en Brookline y a la Milton Academy en Milton, ambas instituciones ubicadas en Massachusetts. Luego obtuvo su licenciatura en filosofía en el Harvard College, donde residió en Winthrop House, se graduó cum laude en 1941 y fue editor de Harvard Lampoon.
En 1942, tras la entrada de Estados Unidos en la Segunda Guerra Mundial, Richardson se alistó como médico de combate en la 4.ª División de Infantería estadounidense. Participó en la invasión de Normandía el 6 de junio de 1944 como jefe de pelotón, donde cruzó un campo de minas para rescatar a un compañero al que le habían volado un pie. Fue una de las primeras tropas en subir por la calzada n.º 2 desde Utah Beach, que había estado bajo el fuego de la artillería alemana en Brécourt Manor. Fue uno de los muchos que se percataron de que los cañones dejaban de disparar después de que (sin que él lo supiera) los paracaidistas de la 101.ª, al mando del teniente Richard Winters, los hubieran derribado. Tras la publicación del libro de Stephen Ambrose Band of Brothers, Richardson escribió a Winters y le dio las gracias.
Siguió sirviendo en la 4.ª División de Infantería durante toda la campaña europea y recibió la Medalla de la Estrella de Bronce y el Corazón Púrpura con el racimo de hojas de roble. Fue licenciado en 1945 con el rango de teniente primero.
Tras ser licenciado, Richardson se matriculó en la Facultad de Derecho de Harvard. Al elegir Derecho en lugar de Medicina, Richardson reflexionaría más tarde: «No lamenté dejar la Medicina como carrera. Durante su estancia en Harvard, fue presidente de la Harvard Law Review.
Tras licenciarse en 1947, Richardson trabajó como asistente jurídico del juez Learned Hand en el Tribunal de Apelación del Segundo Circuito de los Estados Unidos y del juez Felix Frankfurter en el Tribunal Supremo de los Estados Unidos. Tras su pasantía, Richardson se incorporó al bufete de abogados Ropes, Gray, Best, Coolidge & Rugg (ahora Ropes & Gray) en Boston, pero pronto se convenció de que la práctica privada «no se correspondía con la satisfacción de hacer un buen trabajo para el público». En 1953, Frankfurter propuso a Richardson para la presidencia de Harvard cuando el cargo quedó vacante, a pesar de que Richardson sólo tenía 33 años.

## Trayectoria política
Mientras trabajaba en Ropes & Gray, Richardson participó activamente en la política republicana de Massachusetts y apoyó la campaña presidencial de Dwight D. Eisenhower. En 1953, se incorporó brevemente al equipo del senador estadounidense Leverett Saltonstall antes de volver a la práctica privada. En 1957, Eisenhower nombró a Richardson secretario adjunto de legislación en el Departamento de Salud, Educación y Bienestar, donde trabajó para desarrollar la Ley de Educación para la Defensa Nacional y la legislación de la Seguridad Social.
En 1959, Eisenhower nombró a Richardson fiscal del distrito de Massachusetts. Se labró una reputación de fiscal duro, especialmente en casos de fraude fiscal. Más tarde escribió: «En mi Infierno, los evasores de impuestos ocupan un círculo propio. ... Por lo tanto, me satisface enormemente el hecho de que, durante mi mandato como fiscal del distrito de Massachusetts, todos los evasores fiscales que perseguimos fueron condenados, y todos ellos fueron a la cárcel». Entre sus condenas más destacadas figura la de Bernard Goldfine, un fabricante textil de Boston, por los regalos que hizo a Sherman Adams, asesor de la Casa Blanca. Permaneció en el cargo hasta el final de la administración Eisenhower en 1961, cuando regresó a Ropes & Gray como socio.
En 1962, Richardson se presentó como candidato a fiscal general de Massachusetts, pero perdió las primarias republicanas frente a Edward Brooke.
Tras regresar al bufete, Richardson lo abandonó definitivamente en 1964 al ser elegido vicegobernador de Massachusetts. En 1966, fue elegido Fiscal General de Massachusetts para suceder a Brooke. A partir de 2023, es el último republicano que ha ocupado el cargo de Fiscal General de Massachusetts.

### Secretario de Sanidad, Educación y Bienestar Social
En 1969, se incorporó a la Administración Nixon como subsecretario de Estado durante un año. En 1970 fue nombrado Secretario de Sanidad, Educación y Bienestar Social (1970-1973), y tras la reelección de Nixon, Richardson fue nombrado Secretario de Defensa. La prensa describió a Richardson como un excelente administrador y organizador, seguramente el mejor del gabinete en aquel momento.

### Secretario de Defensa
Entró en funciones el 30 de enero de 1973. A pesar de que prometió al Congreso examinar cuidadosamente el presupuesto del Departamento de Defensa para identificar posibles áreas de ahorro, y ordenó el cierre de algunas instalaciones militares, también advirtió que los recortes precipitados en el presupuesto podían ser contraproducentes. «Un fuerte recorte del presupuesto militar ahora, podría debilitar seriamente la posición de Estados Unidos en las negociaciones internacionales en las que nuestra capacidad militar es un importante factor, tanto en términos reales como simbólicos», declaró ante el Comité de Defensa del Senado. Durante su corto periodo como Secretario de Defensa, dedicó la mayor parte de su tiempo y esfuerzos a la negociación con el Congreso para la aprobación del presupuesto de defensa para el año fiscal 1974.

### Fiscal general
En mayo de 1973, con el escándalo Watergate en plena efervescencia, el presidente Nixon nominó a Elliot Richardson para convertirse en nuevo fiscal general después de que el anterior, Richard Kleindienst, hubiera dimitido el mismo día que otros asesores del presidente —John Dean, H. R. Haldeman y John Erlichman— habían dimitido.
Como fiscal general, Richardson supervisó la investigación del fiscal de los Estados Unidos para el distrito de Maryland, George Beall, sobre las acusaciones de que el vicepresidente Spiro Agnew aceptó sobornos y comisiones ilegales como ejecutivo del condado de Baltimore y gobernador de Maryland. Cuando Richardson juró como fiscal general, la investigación de Beall había revelado que Agnew recibió el cinco por ciento de los contratos del condado y del estado del ingeniero Lester Matz durante su mandato. Agnew estaba al tanto de la investigación desde febrero y se había reunido con el predecesor de Richardson, Richard Kleindienst, para llegar a Beall.
El 3 de julio, Beall informó a Richardson que Agnew había seguido recibiendo sobornos como vicepresidente, lo que significa que ya no estaba protegido de ser procesado por el estatuto de limitaciones. A fines de mes, el jefe de gabinete de la Casa Blanca, Alexander Haig, y el presidente fueron informados y el 1 de agosto, Beall informó al abogado de Agnew que el vicepresidente estaba bajo investigación por fraude fiscal y corrupción.
Nixon ordenó a Richardson que asumiera personalmente la responsabilidad de la investigación, y se reunió con Agnew y sus abogados el 6 de agosto para discutir el caso. Ese mismo día, la historia se hizo pública en el Wall Street Journal. Justo antes de que Agnew renunciara, Richardson fue retratado como una figura de caricatura junto con Agnew y Nixon en la portada de la revista Time del 8 de octubre de 1973.  Agnew fue citado, "Soy inocente de los cargos contra mí. ¡No renunciaré si me acusan!". Renunció como vicepresidente el 10 de octubre.
Agnew afirmó posteriormente que Richardson había presionado para que se lo procesara por la razón específica de que deseaba ser nombrado vicepresidente, lo que le daría una vía directa para la nominación presidencial republicana en 1976 o, en caso de que Nixon renunciara por Watergate, elevaría a Richardson a la presidencia. Richardson negó haber tomado medidas extraordinarias para avanzar con la investigación.
Cuando Richardson asumió el cargo de Fiscal General el 25 de mayo de 1973, los ladrones se habían declarado culpables o habían sido declarados culpables y la semana anterior, el Senado de los Estados Unidos había iniciado una serie de audiencias sobre el asunto. En su primer día en el cargo, Richardson nombró a Archibald Cox como fiscal especial para la investigación federal sobre los posibles vínculos entre la administración de Nixon y el allanamiento. Tras la revelación de la existencia de grabaciones de conversaciones dentro de la Casa Blanca , Nixon se negó a cumplir con las citaciones tanto de Cox como del comité del Senado. El 20 de octubre, el presidente Nixon ordenó a Richardson que despidiera a Cox como fiscal especial. Richardson había prometido al Congreso que no interferiría con el fiscal especial y, en lugar de romper su promesa, renunció. Dirigiéndose a los abogados del Departamento de Justicia, dijo: "Sólo puedo decir que aquí tienen una situación en la que el presidente, y no sé nada que ponga esto en duda, creía que la confidencialidad de las comunicaciones con el presidente era fundamentalmente importante".
El presidente Nixon ordenó posteriormente al segundo al mando de Richardson, el fiscal general adjunto William Ruckelshaus, que cumpliera la orden. Él también había prometido no interferir y también presentó su renuncia. El tercer funcionario de mayor rango del Departamento de Justicia, el procurador general de los Estados Unidos Robert Bork, planeaba renunciar después de despedir a Cox, pero Richardson lo persuadió de no hacerlo para garantizar un liderazgo adecuado en el Departamento de Justicia durante la crisis.  Bork cumplió la orden del presidente, completando así los eventos generalmente conocidos como la Masacre del Sábado por la Noche. Cuando Bork fue nominado sin éxito a la Corte Suprema de los Estados Unidos por el presidente Ronald Reagan en 1987, Richardson testificó en su nombre.
En 1974, Richardson recibió el premio John Heinz al mayor servicio público prestado por un funcionario electo o designado, un premio que otorga anualmente Jefferson Awards.  A pesar de la aclamación popular que recibió Richardson por su negativa a despedir a Cox, en privado les dijo a sus amigos que estaba profundamente preocupado por su decisión, que entraba en conflicto con su sentido de lealtad y fidelidad al presidente Nixon. Más tarde caracterizó el episodio como su "breve período de notoriedad".  Al reflexionar sobre Watergate en sus memorias, Richardson escribió que había intentado persuadir a Nixon para que tomara un rumbo diferente antes de finalmente rechazarlo. "La ironía más grande", escribió Richardson, "fue que incluso una tardía muestra de franqueza podría haber salvado a Nixon de las consecuencias de su propia evasión de la misma... Le dije a Fred Buzhardt, el asesor del presidente: 'Deberías, en cambio, decirle a Archie Cox que envíe un camión y lo cargue con todo el material que él y su personal puedan necesitar'. En el caso de que se encontrara algo perjudicial, Nixon podría emitir una disculpa pública y acompañarla con una expresión convincente de penitencia. El pueblo estadounidense, pensé, estaría más que dispuesto a perdonar y olvidar".  Pat Buchanan contó que el día que Richardson fue despedido, Nixon dijo: "No tengo otra opción, no puedo permitir que el presidente Leonid Brezhnev vea cómo un miembro de mi gabinete me acosa, tengo que despedirlo".

### Embajador de Estados Unidos en Gran Bretaña
El presidente Gerald Ford nombró a Elliot Richardson embajador de Estados Unidos en Gran Bretaña (1975-1976) y más tarde Secretario de Comercio (1976-1977). En 1975, cuando Richardson aceptó el nombramiento como embajador ante la Corte de St. James, como se le denomina formalmente, lo eliminó de la escena nacional durante el período previo a las elecciones. Al dejar ese puesto, indicó a los periodistas que no se presentaría a la presidencia a menos que Ford decidiera no presentarse a un mandato por derecho propio.
En la Convención Republicana de 1976, celebrada en Kansas City, el nombre de Elliot Richardson fue propuesto para candidato a la vicepresidencia por algunos de los delegados más liberales, pero las delegaciones más conservadores dejaron claro que les resultaba inaceptable.

## Vida posterior
De 1977 a 1980, sirvió como Embajador en Misión Especial y Representante Especial del Presidente Jimmy Carter para la Convención de las Naciones Unidas sobre el Derecho del Mar y jefe de la delegación de los Estados Unidos a la Tercera Conferencia de las Naciones Unidas sobre el Derecho del Mar. 
De 1980 a 1992, Richardson fue socio de la oficina de Washington de Milbank, Tweed, Hadley & McCloy.  En la década de 1980 y principios de la de 1990, Richardson fue el abogado de Inslaw, Inc., una empresa de software estadounidense que alegó que su software había sido pirateado por el Departamento de Justicia de los EE. UU. 
En 1984, se presentó como candidato republicano para el escaño en el Senado de los Estados Unidos que había dejado vacante Paul Tsongas. Aunque Richardson era el favorito para ganar el escaño, fue derrotado en las primarias del Partido Republicano por el candidato más conservador Ray Shamie,  que perdió las elecciones generales ante John Forbes Kerry.
En 1994, Richardson respaldó al presidente Bill Clinton durante su lucha contra la acusación de acoso sexual de Paula Jones. 
En una entrevista de 1997 con Geoffrey Kabaservice, Richardson argumentó que la administración Clinton estaba a la derecha de las administraciones republicanas de Richard Nixon y Dwight D. Eisenhower. 

## Premios y reconocimientos
En 1998 el presidente Bill Clinton le otorgó la Medalla Presidencial de la Libertad, la más alta distinción civil de la nación.
Richardson fue elegido miembro de la Academia Americana de las Artes y las Ciencias en 1958. Richardson también fue un activo masón como miembro de la Gran Logia de Antiguos Masones Libres y Aceptados de la Commonwealth de Massachusetts y masón de grado 33 en la Rito Escocés Antiguo y Aceptado. En 1980, Richardson recibió un título honorífico de Doctor of Humane Letters del Bates College. En 1983, Richardson fue admitido como miembro honorario de la Sociedad de Cincinnati de Massachusetts.

## Muerte y legado
La esposa de Richardson, Anne, falleció el 26 de julio de 1999. El 29 de diciembre de 1999, Richardson ingresó en el Hospital General de Massachusetts mientras visitaba a su familia en Boston, y falleció en la víspera del nuevo milenio y el año 2000 de una hemorragia cerebral a la edad de 79 años.
El presidente Bill Clinton emitió una declaración pública en la que elogiaba a Richardson como «un servidor público sin parangón» y «un hombre de una integridad fuera de lo común, que antepuso los intereses de la nación incluso cuando el coste personal era muy alto». The Associated Press escribió que Mr. Richardson era «un hombre de atuendo inmaculado y rara distinción, un flexible George Apley con ingenio . . . un triunfador implacable con una deslumbrante variedad de experiencia gubernamental, un hombre elegante y encantador con espectaculares facultades mentales, un príncipe del Eastern Establishment.»